# Вегенер, Александр Николаевич
Алекса́ндр Никола́евич Ве́генер (3 июня 1882, Рыбинск — 2 сентября 1927, Москва) — русский военный воздухоплаватель, военный лётчик и инженер, авиаконструктор, профессор, начальник Главного аэродрома, первый начальник ВВИА им. Н. Е. Жуковского.

## Происхождение
Родился 3 июня 1892 года в городе Рыбинске. Из потомственных дворян Ярославской губернии. Отец, Николай Густавович Вегенер, 1854 г. рождения, из обрусевших немцев, кадровый офицер, полковник в отставке, участник Русско-турецкой войны 1877—1878 годов, мать, Варвара Платоновна (урождённая Мамонова), 1856 г. рождения, дочь русского дворянина.

## Биография
На службе с 1 сентября 1900 г. Окончил в 1900 г. Псковский кадетский корпус, 1903 г. — Николаевское инженерное училище в Санкт-Петербурге. С 10 августа 1903 г. подпоручик (со старшинством с 13 августа 1901 г.). Назначен в 1-й Кавказский сапёрный батальон.

### Военный воздухоплаватель
Участник Русско-японской войны в качестве наблюдателя в составе 1-го Восточно-Сибирского воздухоплавательного батальона.
- Участвовал в 1905 г. в рекогносцировках с привязного аэростата под огнём неприятеля у деревень: Холянтай — 5 января, Сандепу — с 7 по 18 января, Лидиутунь — 20 января, Сяотайцзы — 22 января.
- Участвовал в боях в районе Мукдена с 18 по 26 февраля 1905 г., был ранен. С 24 августа 1905 г. поручик (со старшинством с 13 августа 1905 г.). В 1906 г. окончил офицерский класс Учебного воздухоплавательного парка и служил там заведующим унтер-офицерским классом. С 1 октября 1909 г. — штабс-капитан (со старшинством с 13 августа 1909 г.).
- В 1910 г. окончил по первому разряду Николаевскую инженерную академию. С 29 мая 1910 г. — капитан-инженер (со старшинством с 23 мая 1910 г.).

### Лётчик и авиаконструктор
7 июля 1911 г. окончил Авиационный отдел Офицерской воздухоплавательной школы (первый выпуск). Окончил теоретические воздухоплавательные курсы при кораблестроительном отделении Санкт-Петербургского политехнического института (ЦГИА СПб, ф. 478, оп. 12. д. 157 л. 8). Вместе с поручиками Г. А. Гальвином, А. В. Сахаровым, Б. Н. Фирсовым и военным инженером поручиком Д. А. Борейко учился летать у С. А. Ульянина и был оставлен в постоянном составе.
Летом 1911 г. капитан А. Н. Вегенер, заведующий практическими занятиями в Гатчинской школе авиации, построил биплан Вегенера 1. По схеме самолёт был похож на «Фарман-IV», но имел закрытые обтекателем места двух человек — ученика и инструктора — с выключаемым управлением ученика (возможно, впервые в мире), а также некоторые конструктивные улучшения. Самолёт использовался в школе в качестве учебного. Весь 1912 г. Вегенер провёл во Франции, практикуясь на авиационных заводах и школах. Военный лётчик (1913 г.). В 1913 г. командирован в Англию для участия в специальных опытах по стрельбе с аэропланов.

### Командир авиароты и начальник Главного аэродрома
С начала Первой мировой войны командовал 14-й воздухоплавательной ротой 9-й армии (с 18 июля 1914 г.). Отличился при обороне Ивангорода. Командир 5-й авиационной роты 4-й армии (3 ноября 1915 г.). За отличия в делах против неприятеля произведён в подполковники (15 февраля 1915 г.). Председатель приёмочной комиссии при Главном военно-техническом управлении (с 27 октября 1915 г.). В апреле 1916 г. создал и возглавил первую в России организацию, предназначенную для Государственных испытаний авиационной техники — Главный аэродром под Петербургом. С 6 декабря 1916 г. полковник. В 1917—1918 гг. Главный аэродром базировался в Херсоне.

### На службе вРККВФ
23 февраля 1918 г. вступил в Красную Армию. В 1918 году при Управлении Военного Воздушного Флота был создан совет Главного аэродрома, председателем которого был назначен А. Н. Вегенер. С 1919 г. участвует в создании и работает преподавателем в Киевской школе авиационных техников-механиков КВФ Украины, затем в Главвоздухофлоте, а когда создаётся лётный отдел, становится его начальником. 30 сентября 1919 г. Вегенер был избран членом коллегии лётного отдела ЦАГИ. В 1920—1923 гг. А. Н. Вегенер был на ответственных должностях в Главном Управлении Воздушного флота: инженер школы Главного управления РКВВФ, старший инженер Главного управления РКВФ и одновременно постоянный член НТК ВВФ, постоянный член комиссии при Особом совещании Реввоенсовета СССР. Выступил инициатором создания 7 июля 1920 г. при Главном Управлении Воздушного флота лётного отдела для испытаний авиационной техники и возглавил его . На его базе, по образцу и подобию Главного аэродрома, создал Опытный аэродром (в дальнейшем Научно-опытный аэродром, НИИ ВВС, ГЛИЦ МО РФ).
23 сентября 1922 г. назначен первым начальником Академии Воздушного флота им. Н. Е. Жуковского. В 1922—1927 гг. А. Н. Вегенер профессор, начальник кафедры аэронавигации, старший руководитель ВВА им. Н. Е. Жуковского. В 1920-е годы А. Н. Вегенер опубликовал 8 книг и более 10 статей в журналах по вопросам аэронавигации, воздушных сообщений, оборудования аэродромов, лётных испытаний самолётов.
10 июня 1927 г. арестован. 29 августа 1927 г. приговорён Коллегией ОГПУ по обвинению в контрреволюционной деятельности к расстрелу. 2 сентября 1927 г. расстрелян. Похоронен на Ваганьковском кладбище в Москве.
Реабилитирован 7 апреля 1993 г..

## Награды
- Орден Святой Анны 4-й ст. с надписью «За храбрость» (1905 г.)
- Орден Святого Станислава 3-й ст. с мечами и бантом (1905 г.)
- Орден Святого Владимира 4-й ст. с мечами и бантом (1905 г.)
- Орден Святой Анны 2-й ст. (06.12.1910 г.)
- Орден Святого Станислава 2-й ст. (1913 г.)

## Труды

### Отдельные издания
- Служба воздухоплавателей в военное время. — Спб., 1907. — 62 с.
- Сборник инструкций по устройству пути перелёта управляемого аэростата. — Спб.: Офицер. воздухопл. школа, 1914. — 48 с.
- Освещение аэродрома. — М.: Акад. Возд. Флота, 1924. — 24 с.
- Аэродромы // Труды ЦАГИ. — 1924. — вып. 9. М., 1924.- 72 с.
- Воздушный флот на войне. — М.: Моск. о-во друзей Возд. Флота, 1925. — 28 с.
- Воздушные сообщения. ч. 1. Аэронавигация. — М.: Авиаиздат, 1926. — 260 с.
- Воздушные линии. — М.: Акад: Возд. Флота, 1924. — 66 с.
- Проектирование воздушных линий. — М.: Воен.возд. акад.,1926. −72 с.

### Статьи в периодических изданиях, сборниках и в БСЭ
- Служба воздухоплавателей в военное время. «Инженерный журнал», 1907. — № 1.
- Служба воздухоплавателей в военное время. «Воздухоплаватель», 1907. — № 6-7.
- Скорости в аэронавигации. Журнал «Аэро», 1923 — №!! 6, июнь. — С. 105—106.
- Ориентировка в полёте. Сборник «Добролет», 1923. — С. 18-27.
- Оборудование аэростанций. Журнал «Техника и снабжение Красной армии» 1923 — № 41-42 (72-73); вып. «Воздушный флот» № 2-3, сентябрь. — С. 32-44,
- Большая Советская Энциклопедия (l-е изд.) Аэротранспорт. М., 1926. — Т. IV. — Ст. 241—243. Безмоторный аэроплан. М., 1927. — Т. У. — Ст. 200—203.

#### Журнал «Вестник Воздушного Флота»
- Лётный отдел. 1920. — № 1(5), апрель. — с. 36-38,43.
- Испытание самолётов. 1920. — № 1, апрель. — с. 39-40, 45; № 2, май-июнь.- с. 37-38; № 3-4, июль-сентябрь. — с. 29-30; № 5, октябрь.- с. 21-22.
- Летающая лаборатория. 1920. — № 2, май-июнь. — с. 34-36; № 3-4, июль-сентябрь. — с. 32-33.
- Техническая эксплуатация Воздушного Флота. 1921. — № 8-9, июль. — с. 11-12.
- Опытный аэродром. Там же. — с. 28-29.
- Самолёт будущего / Труды 1-го Всероссийского Съезда инженеров, работающих в области военной промышленности. Выпуск 1. М. Издание Главного Управления военной промышленности. 1922.
- Подготовка территории государства для воздушных сообщений, 1923. — № 1, январь. — с. 54-55.
- Прибор для регулировки тросов на самолётах. 1923 с. 122.
- Полёт по компасу. Там же. — с. 128—130.
- Академия Воздушного Флота. 1923. -№ 3. -С. 115—117.
- Оценка планеров по летучести. 1923. — № 5. — с. 88.
- Заводские аэродромы. 1923. — № 6. — С.41-45.
- Контрольный аэродинамический прибор. Там же. — с. 125—126.
- Освещение аэродромов. 1924. -№ 2,. -С. 17-21.
- Дальность полётов. 1924. — № 3. — с. 49-50.
- Выбор технической скорости самолёта. 1924. — № 4-5, апрель-маи. — с. 42-43.
- Трафарет лётной зоны. 1924. — № 6-7, июнь-июль. — с. 31-32.
- Классификация аварий. 1924. -№ 12, декабрь. — с. 52-53.

#### Научное приложение к журналу «Вестник Воздушного Флота»
- Формулы для сравнительной оценки планеров. 1924. — № 1, январь-февраль. — с. 26-28.
- Радиус действия воздушных судов. 1924. — № 2, март-апрель. -С.37-40.
- Области аэронавигации. Там же. — с. 49.
- К самолёту будущего. Там же. — с. 36; № 3, май-июнь. — с. 13.
- Авиационная карта. 1924. — № 3, май-июнь. — с. 14.
- Из аварийной комиссии. Там же. — с. 36.
- Эллипс лётной зоны. Там же. — с. 43-50.
- Первый русский металлический самолёт. Там же. — с. 50.
- Реорганизация комиссии по дальним перелётам. 1924. — № 4-5. -С.70.
- Летный расчёт воздушной линии. 1924. — № 6, ноябръ-декабрь. -С.5-24.
- Режим полёта на самолёте. Там же. — с. 64.
- Пора изменить обозначение ветра. 1924. — № 8. — с. 24.
- Расчет числа самолётов на периодическом ремонте. № 1-2, январь-апрель. — с. 102.
- Число запасных самолётов на аварии. Там же. — С. 12.
- Запись полёта. Там же. — с. 168.

(указаны номера приложений)

## Патенты СССР на изобретения
- Контрольный прибор для самолёта. Заявка от 05.04.21, № 74462. Патент СССР N 1081, опубл. 27.02.26.
- Прибор для определения скорости и направления ветра. Заявка от 02.04.23, N 76561. Патент СССР № 809, опубл. 15.09.24.
- Прибор для определения скорости и направления ветра, курса и скорости полёта аэроплана, а также угла сноса аэроплана. Заявка от 24.12.23, № 77753. Патент СССР № 2909, опубл. 31.05.27.
- Лекало лётной зоны. Заявл. 28.05.24, № 2652. Патент СССР № 1790, опубл. 30.10.26.
- Прибор для определения продолжительности и деятельности полёта на воздушных судах. Заявка от 09.01.25, № 6895. Патент СССР № 4883, опубл. 31.03.28.
- Прибор для вычерчивания пути полёта воздушных судов. Заявл. 14.11.25, № 5422. Патент СССР № 3519, опубл. 31.08.27. В базе ФИПС отсутствует.